# Catarina Amado
Catarina Isabel Silva Amado (* 21. Juli 1999 in Lousã) ist eine portugiesische Fußballspielerin. Sie steht derzeit bei Benfica Lissabon unter Vertrag und spielte 2021 erstmals für die portugiesische Nationalmannschaft.

## Karriere

### Vereine
Nachdem Catarina Amado in ihrer Kindheit und Jugend zunächst für CD Lousanense gespielt hatte, begann sie ihre Karriere bei AD Poiares. Später spielte sie für GD Estoril Praia, ehe sie 2019 zu Benfica Lissabon wechselte.

### Nationalmannschaft
Amado spielte zunächst für die portugiesische U17- und U19-Mannschaft. Ihr erstes Spiel für die A-Nationalmannschaft bestritt sie am 13. April 2021, als sie im Spiel gegen Russland für Ana Capeta eingewechselt wurde. Bei der Fußball-Europameisterschaft der Frauen 2022 kam sie in allen drei Gruppenspielen zum Einsatz, die Mannschaft schied allerdings als Gruppenletzter aus.
Am 30. Mai 2023 wurde sie für die WM-Endrunde nominiert. Sie wurde im ersten und dritten Gruppenspiel eingesetzt und schied mit ihrer Mannschaft als Gruppendritte aus. Immerhin konnten sie gegen Titelverteidiger USA ein torloses Remis erreichen, womit sie nach zehn Niederlagen erstmals nicht gegen die USA verloren.
Am 24. Juni 2025 wurde sie für die EM-Endrunde 2025 nominiert. Sie kam in den drei Gruppenspiel ihrer Mannschaft zum Einsatz, nach denen die Portugiesinnen ausschieden.

## Erfolge
- Campeonato Nacional de Futebol Feminino: 2020/21, 2021/22
- Portugiesischer Fußball-Supercup der Frauen: 2018/19, 2021/22